# Liga MX 2018/2019
Liga MX 2018/2019 var den 72:a säsongen av Mexikos högstaliga i fotboll. Säsongen bestod av två mästerskap, Torneo Apertura och Torneo Clausura, som korade separata mästare. Varje mästerskap består av 18 lag som möter varandra en gång, antingen hemma eller borta, vilket ger totalt 17 matcher per lag, därefter följer ett slutspel i form av dubbelmöten.

## Lag
| Lag           | Delstat         | Ort            | Arena                          | Kapacitet |
| ------------- | --------------- | -------------- | ------------------------------ | --------- |
| América       | Mexiko          | Mexiko City    | Aztekastadion                  | 87 000    |
| Atlas         | Jalisco         | Guadalajara    | Estadio Jalisco                | 55 110    |
| BUAP          | Puebla          | Puebla         | Estadio Universitario BUAP     | 19 283    |
| Cruz Azul     | Mexiko          | Mexiko City    | Aztekastadion                  | 87 000    |
| Guadalajara   | Jalisco         | Guadalajara    | Estadio Akron                  | 45 364    |
| León          | Jalisco         | Zapopan        | Estadio León                   | 31 297    |
| Monterrey     | Nuevo León      | Guadalupe      | Estadio BBVA                   | 53 500    |
| Morelia       | Michoacán       | Morelia        | Estadio Morelos                | 53 500    |
| Necaxa        | Aguascalientes  | Aguascalientes | Estadio Victoria               | 23 851    |
| Pachuca       | Hidalgo         | Pachuca        | Estadio Hidalgo                | 27 512    |
| Puebla        | Puebla          | Puebla         | Estadio Cuauhtémoc             | 51 726    |
| Querétaro     | Querétaro       | Querétaro      | Estadio Corregidora            | 33 162    |
| Santos Laguna | Coahuila        | Torreón        | Estadio Corona                 | 29 237    |
| Tijuana       | Baja California | Tijuana        | Estadio Caliente               | 27 333    |
| Toluca        | Mexiko          | Toluca         | Estadio Nemesio Díez           | 31 000    |
| UANL          | Nuevo León      | San Nicolás    | Estadio Universitario          | 41 886    |
| UNAM          | Mexiko          | Mexico City    | Estadio Olímpico Universitario | 48 297    |
| Veracruz      | Veracruz        | Boca del Río   | Estadio Luis "Pirata" Fuente   | 28 703    |

## Torneo Apertura

### Tabeller

#### Poängtabell
| Nr | Lag           | S  | V  | O | F  | GM | IM | MS  | P  |
| -- | ------------- | -- | -- | - | -- | -- | -- | --- | -- |
| 1  | Cruz Azul     | 17 | 11 | 3 | 3  | 26 | 13 | +13 | 36 |
| 2  | América       | 17 | 9  | 6 | 2  | 33 | 17 | +16 | 33 |
| 3  | UNAM          | 17 | 8  | 6 | 3  | 29 | 19 | +10 | 30 |
| 4  | Santos Laguna | 17 | 8  | 6 | 3  | 27 | 18 | +9  | 30 |
| 5  | Monterrey     | 17 | 9  | 3 | 5  | 25 | 19 | +6  | 30 |
| 6  | UANL          | 17 | 8  | 5 | 4  | 32 | 18 | +14 | 29 |
| 7  | Toluca        | 17 | 8  | 2 | 7  | 27 | 22 | +5  | 26 |
| 8  | Querétaro     | 17 | 7  | 5 | 5  | 19 | 20 | −1  | 26 |
| 9  | Morelia       | 17 | 7  | 4 | 6  | 23 | 26 | −3  | 25 |
| 10 | Pachuca       | 17 | 6  | 6 | 5  | 26 | 18 | +8  | 24 |
| 11 | Guadalajara   | 17 | 5  | 5 | 7  | 21 | 22 | −1  | 20 |
| 12 | Puebla        | 17 | 5  | 5 | 7  | 23 | 30 | −7  | 20 |
| 13 | BUAP          | 17 | 5  | 4 | 8  | 21 | 25 | −4  | 19 |
| 14 | León          | 17 | 5  | 3 | 9  | 18 | 23 | −5  | 18 |
| 15 | Tijuana       | 17 | 4  | 5 | 8  | 13 | 24 | −11 | 17 |
| 16 | Necaxa        | 17 | 3  | 5 | 9  | 19 | 29 | −10 | 14 |
| 17 | Atlas         | 17 | 2  | 5 | 10 | 11 | 27 | −16 | 11 |
| 18 | Veracruz      | 17 | 2  | 4 | 11 | 17 | 40 | −23 | 10 |

#### Resultattabell
| Hemma \ Borta | AMÉ | ATL | BUP | CAZ | GUA | LEÓ | MON | MOR | NEC | PAC | PUE | QUE | SLA | TIJ | TOL | UNL | UNM | VER |
| América       | —   | 3–0 | —   | —   | 1–1 | —   | 3–0 | 2–1 | —   | —   | —   | —   | —   | 3–0 | 1–1 | —   | 2–2 | 4–1 |
| Atlas         | —   | —   | —   | —   | 0–1 | 0–0 | —   | 0–1 | —   | 0–0 | —   | 0–0 | —   | 0–1 | 2–0 | —   | 0–3 | 4–3 |
| BUAP          | 0–2 | 0–0 | —   | —   | 1–1 | —   | 1–2 | 3–1 | —   | —   | —   | —   | —   | 3–1 | 2–0 | —   | —   | 2–0 |
| Cruz Azul     | 0–0 | 2–0 | 2–1 | —   | —   | 3–0 | 2–1 | —   | —   | —   | 3–0 | —   | —   | —   | 1–0 | 1–0 | —   | 4–1 |
| Guadalajara   | —   | —   | —   | 0–1 | —   | —   | —   | 1–2 | 1–0 | 1–3 | —   | 1–1 | 1–2 | —   | —   | 0–1 | 1–2 | —   |
| León          | 2–0 | —   | 0–1 | —   | 0–1 | —   | 0–2 | 1–2 | —   | —   | 0–4 | 4–0 | —   | —   | —   | —   | 1–2 | —   |
| Monterrey     | —   | 3–1 | —   | —   | 2–4 | —   | —   | 2–2 | —   | —   | —   | 2–1 | —   | 3–0 | 2–1 | —   | 1–0 | 2–0 |
| Morelia       | —   | —   | —   | 0–2 | —   | —   | —   | —   | 2–1 | 1–1 | 2–0 | 1–4 | 3–1 | —   | —   | 0–2 | 0–0 | —   |
| Necaxa        | 2–1 | 2–2 | 1–0 | 2–0 | —   | 0–2 | 1–1 | —   | —   | —   | 2–2 | —   | 0–1 | —   | —   | 1–1 | —   | —   |
| Pachuca       | 1–3 | —   | 3–0 | 3–1 | —   | 1–1 | 0–1 | —   | 6–2 | —   | 2–0 | —   | 1–1 | —   | —   | 1–1 | —   | —   |
| Puebla        | 2–3 | 2–0 | 2–2 | —   | 2–2 | —   | 2–1 | —   | —   | —   | —   | —   | —   | 0–0 | 2–1 | —   | —   | 1–2 |
| Querétaro     | 1–1 | —   | 2–0 | 2–0 | —   | —   | —   | —   | 1–0 | 1–0 | 0–1 | —   | 2–1 | —   | —   | 0–0 | 2–1 | —   |
| Santos Laguna | 1–1 | 3–1 | 2–1 | 1–1 | —   | 3–0 | 1–0 | —   | —   | —   | 2–0 | —   | —   | —   | —   | 3–1 | —   | 1–1 |
| Tijuana       | —   | —   | —   | 1–1 | 2–1 | 1–1 | —   | 2–3 | 1–0 | 1–0 | —   | 1–1 | 2–2 | —   | —   | —   | 0–1 | —   |
| Toluca        | —   | —   | —   | —   | 2–2 | 1–2 | —   | 2–0 | 3–2 | 2–1 | —   | —   | 2–1 | 3–0 | —   | —   | 0–1 | —   |
| UANL          | 2–3 | 3–1 | 2–2 | —   | —   | 2–0 | 0–0 | —   | —   | —   | 6–1 | —   | —   | 1–0 | 2–1 | —   | —   | 4–0 |
| UNAM          | —   | —   | 4–2 | 1–2 | —   | —   | —   | —   | 5–3 | 0–0 | 2–2 | 0–1 | 1–1 | —   | —   | 3–3 | —   | —   |
| Veracruz      | —   | —   | —   | —   | 0–2 | 0–4 | —   | 2–2 | 0–0 | 2–3 | —   | 2–2 | —   | 1–0 | 2–3 | —   | 0–2 | —   |

### Slutspel

#### Slutspelsträd
|  | Kvartsfinaler   | Kvartsfinaler    | Kvartsfinaler | Kvartsfinaler |             |   | Semifinaler | Semifinaler | Semifinaler | Semifinaler |  |  | Final | Final | Final | Final |
|  |                 |                  |               |               |             |   |             |             |             |             |  |  |       |       |       |       |
|  |                 |                  |               |               |             |   |             |             |             |             |  |  |       |       |       |       |
|  |                 |                  |               |               |             |   |             |             |             |             |  |  |       |       |       |       |
|  | 6 UANL          | 2                | 1             | 3             |             |   |             |             |             |             |  |  |       |       |       |       |
|  | 6 UANL          | 2                | 1             | 3             |             |   |             |             |             |             |  |  |       |       |       |       |
|  | 3 UNAM          | 1                | 3             | 4             |             |   |             |             |             |             |  |  |       |       |       |       |
|  | 3 UNAM          | 1                | 3             | 4             | 3 UNAM      | 1 | 1           | 2           |             |             |  |  |       |       |       |       |
|  |                 |                  |               |               | 3 UNAM      | 1 | 1           | 2           |             |             |  |  |       |       |       |       |
|  |                 | 2 América        | 1             | 6             | 7           |   |             |             |             |             |  |  |       |       |       |       |
|  | 7 Toluca        | 2 América        | 1             | 6             | 7           | 2 | 2           | 4           |             |             |  |  |       |       |       |       |
|  | 7 Toluca        |                  |               |               |             | 2 | 2           | 4           |             |             |  |  |       |       |       |       |
|  | 2 América       | 2                | 3             | 5             |             |   |             |             |             |             |  |  |       |       |       |       |
|  | 2 América       | 2                | 3             | 5             | 2 América   | 0 | 2           | 2           |             |             |  |  |       |       |       |       |
|  |                 |                  |               |               | 2 América   | 0 | 2           | 2           |             |             |  |  |       |       |       |       |
|  |                 | 1 Cruz Azul      | 0             | 0             | 0           |   |             |             |             |             |  |  |       |       |       |       |
|  | 5 Monterrey     | 1 Cruz Azul      | 0             | 0             | 0           | 1 | 2           | 3           |             |             |  |  |       |       |       |       |
|  | 5 Monterrey     |                  |               |               |             | 1 | 2           | 3           |             |             |  |  |       |       |       |       |
|  | 4 Santos Laguna | 0                | 0             | 0             |             |   |             |             |             |             |  |  |       |       |       |       |
|  | 4 Santos Laguna | 0                | 0             | 0             | 5 Monterrey | 1 | 0           | 1           |             |             |  |  |       |       |       |       |
|  |                 |                  |               |               | 5 Monterrey | 1 | 0           | 1           |             |             |  |  |       |       |       |       |
|  |                 | 1 Cruz Azul (BP) | 0             | 1             | 1           |   |             |             |             |             |  |  |       |       |       |       |
|  | 8 Querétaro     | 1 Cruz Azul (BP) | 0             | 1             | 1           | 0 | 1           | 1           |             |             |  |  |       |       |       |       |
|  | 8 Querétaro     |                  |               |               |             | 0 | 1           | 1           |             |             |  |  |       |       |       |       |
|  | 1 Cruz Azul     | 2                | 1             | 3             |             |   |             |             |             |             |  |  |       |       |       |       |
|  | 1 Cruz Azul     | 2                | 1             | 3             |             |   |             |             |             |             |  |  |       |       |       |       |

#### Kvartsfinaler
|             | 28 november 2018 | Querétaro | 0 – 2           | Cruz Azul                                | Estadio Corregidora                                        |                                                            |
| 19:00 UTC−5 | 19:00 UTC−5      |           | (0 – 1) Rapport | 16′ Pablo César Aguilar 60′ Édgar Méndez | Querétaro City Publik: 29 039 Domare: Diego Montaño Robles | Querétaro City Publik: 29 039 Domare: Diego Montaño Robles |
| 19:00 UTC−5 | 19:00 UTC−5      |           |                 |                                          | Querétaro City Publik: 29 039 Domare: Diego Montaño Robles | Querétaro City Publik: 29 039 Domare: Diego Montaño Robles |
| 19:00 UTC−5 | 19:00 UTC−5      |           |                 |                                          | Querétaro City Publik: 29 039 Domare: Diego Montaño Robles | Querétaro City Publik: 29 039 Domare: Diego Montaño Robles |

|             | 1 december 2018 | Cruz Azul          | 1 – 1           | Querétaro     | Estadio Azteca                                         |                                                        |
| 19:00 UTC−5 | 19:00 UTC−5     | Elías Hernández 4′ | (1 – 0) Rapport | 61′ Luis Romo | Mexico City Publik: 30 858 Domare: Jorge Antonio Pérez | Mexico City Publik: 30 858 Domare: Jorge Antonio Pérez |
| 19:00 UTC−5 | 19:00 UTC−5     |                    |                 |               | Mexico City Publik: 30 858 Domare: Jorge Antonio Pérez | Mexico City Publik: 30 858 Domare: Jorge Antonio Pérez |
| 19:00 UTC−5 | 19:00 UTC−5     |                    |                 |               | Mexico City Publik: 30 858 Domare: Jorge Antonio Pérez | Mexico City Publik: 30 858 Domare: Jorge Antonio Pérez |

Cruz Azul avancerade till semifinal med det ackumulerade slutresultatet 3–1.
|             | 28 november 2018 | Monterrey              | 1 – 0           | Santos Laguna | Estadio BBVA Bancomer                                   |                                                         |
| 21:06 UTC−5 | 21:06 UTC−5      | Rogelio Funes Mori 60′ | (0 – 0) Rapport |               | Guadalupe Publik: 24 723 Domare: Luis Enrique Santander | Guadalupe Publik: 24 723 Domare: Luis Enrique Santander |
| 21:06 UTC−5 | 21:06 UTC−5      |                        |                 |               | Guadalupe Publik: 24 723 Domare: Luis Enrique Santander | Guadalupe Publik: 24 723 Domare: Luis Enrique Santander |
| 21:06 UTC−5 | 21:06 UTC−5      |                        |                 |               | Guadalupe Publik: 24 723 Domare: Luis Enrique Santander | Guadalupe Publik: 24 723 Domare: Luis Enrique Santander |

|             | 1 december 2018 | Santos Laguna | 0 – 2           | Monterrey                                  | Estadio Corona                                   |                                                  |
| 19:00 UTC−5 | 19:00 UTC−5     |               | (0 – 0) Rapport | 53′ Nicolás Sánchez 59′ Rogelio Funes Mori | Torreón Publik: 26 031 Domare: Jorge Isaac Rojas | Torreón Publik: 26 031 Domare: Jorge Isaac Rojas |
| 19:00 UTC−5 | 19:00 UTC−5     |               |                 |                                            | Torreón Publik: 26 031 Domare: Jorge Isaac Rojas | Torreón Publik: 26 031 Domare: Jorge Isaac Rojas |
| 19:00 UTC−5 | 19:00 UTC−5     |               |                 |                                            | Torreón Publik: 26 031 Domare: Jorge Isaac Rojas | Torreón Publik: 26 031 Domare: Jorge Isaac Rojas |

Monterrey avancerade till semifinal med det ackumulerade slutresultatet 3–0.
|             | 29 november 2018 | Toluca                               | 2 – 2           | América                              | Estadio Nemesio Díez                              |                                                   |
| 19:00 UTC−5 | 19:00 UTC−5      | Fernando Tobio 24′ Alexis Vega 90+6′ | (1 – 2) Rapport | 7′ Emanuel Aguilera 26′ Bruno Valdez | Toluca Publik: 26 031 Domare: Marco Antonio Ortiz | Toluca Publik: 26 031 Domare: Marco Antonio Ortiz |
| 19:00 UTC−5 | 19:00 UTC−5      |                                      |                 |                                      | Toluca Publik: 26 031 Domare: Marco Antonio Ortiz | Toluca Publik: 26 031 Domare: Marco Antonio Ortiz |
| 19:00 UTC−5 | 19:00 UTC−5      |                                      |                 |                                      | Toluca Publik: 26 031 Domare: Marco Antonio Ortiz | Toluca Publik: 26 031 Domare: Marco Antonio Ortiz |

|             | 2 december 2018 | América                                             | 3 – 2           | Toluca                                            | Estadio Azteca                                        |                                                       |
| 18:30 UTC−5 | 18:30 UTC−5     | Roger Martínez 3′ Bruno Valdez 24′ Paul Aguilar 56′ | (2 – 0) Rapport | 68′ Rubens Sambueza 87′ William Fernando da Silva | Mexico City Publik: 44 118 Domare: César Arturo Ramos | Mexico City Publik: 44 118 Domare: César Arturo Ramos |
| 18:30 UTC−5 | 18:30 UTC−5     |                                                     |                 |                                                   | Mexico City Publik: 44 118 Domare: César Arturo Ramos | Mexico City Publik: 44 118 Domare: César Arturo Ramos |
| 18:30 UTC−5 | 18:30 UTC−5     |                                                     |                 |                                                   | Mexico City Publik: 44 118 Domare: César Arturo Ramos | Mexico City Publik: 44 118 Domare: César Arturo Ramos |

América avancerade till semifinal med det ackumulerade slutresultatet 5–4.
|             | 29 november 2018 | UANL                               | 2 – 1           | UANM | Estadio Universitario                                             |                                                                   |
| 21:00 UTC−5 | 21:00 UTC−5      | Javier Aquino 68′ Jesús Dueñas 81′ | (0 – 1) Rapport |      | San Nicolás de los Garza Publik: 41 301 Domare: Oscar Macías Romo | San Nicolás de los Garza Publik: 41 301 Domare: Oscar Macías Romo |
| 21:00 UTC−5 | 21:00 UTC−5      |                                    |                 |      | San Nicolás de los Garza Publik: 41 301 Domare: Oscar Macías Romo | San Nicolás de los Garza Publik: 41 301 Domare: Oscar Macías Romo |
| 21:00 UTC−5 | 21:00 UTC−5      |                                    |                 |      | San Nicolás de los Garza Publik: 41 301 Domare: Oscar Macías Romo | San Nicolás de los Garza Publik: 41 301 Domare: Oscar Macías Romo |

|             | 2 december 2018 | UNAM                                                               | 3 – 1           | UANL                        | Estadio Olímpico Universitario                       |                                                      |
| 12:00 UTC−5 | 12:00 UTC−5     | Carlos González Espínola 52′ Felipe Mora 59′ Matías Alustiza 90+2′ | (0 – 0) Rapport | 54′ (sjm.) Alfredo Saldívar | Mexico City Publik: 35 300 Domare: Fernando Guerrero | Mexico City Publik: 35 300 Domare: Fernando Guerrero |
| 12:00 UTC−5 | 12:00 UTC−5     |                                                                    |                 |                             | Mexico City Publik: 35 300 Domare: Fernando Guerrero | Mexico City Publik: 35 300 Domare: Fernando Guerrero |
| 12:00 UTC−5 | 12:00 UTC−5     |                                                                    |                 |                             | Mexico City Publik: 35 300 Domare: Fernando Guerrero | Mexico City Publik: 35 300 Domare: Fernando Guerrero |

UNAM avancerade till semifinal med det ackumulerade slutresultatet 4–3.

#### Semifinaler
|             | 5 december 2018 | Monterrey          | 1 – 0           | Cruz Azul | Estadio BBVA Bancomer                               |                                                     |
| 20:06 UTC−5 | 20:06 UTC−5     | Rodolfo Pizarro 4′ | (1 – 0) Rapport |           | Guadalupe Publik: 36 621 Domare: César Arturo Ramos | Guadalupe Publik: 36 621 Domare: César Arturo Ramos |
| 20:06 UTC−5 | 20:06 UTC−5     |                    |                 |           | Guadalupe Publik: 36 621 Domare: César Arturo Ramos | Guadalupe Publik: 36 621 Domare: César Arturo Ramos |
| 20:06 UTC−5 | 20:06 UTC−5     |                    |                 |           | Guadalupe Publik: 36 621 Domare: César Arturo Ramos | Guadalupe Publik: 36 621 Domare: César Arturo Ramos |

|             | 8 december 2018 | Cruz Azul           | 1 – 0   | Monterrey | Estadio Azteca                                       |                                                      |
| 19:00 UTC−5 | 19:00 UTC−5     | Milton Caraglio 55′ | Rapport |           | Mexico City Publik: 39 307 Domare: Fernando Guerrero | Mexico City Publik: 39 307 Domare: Fernando Guerrero |
| 19:00 UTC−5 | 19:00 UTC−5     |                     |         |           | Mexico City Publik: 39 307 Domare: Fernando Guerrero | Mexico City Publik: 39 307 Domare: Fernando Guerrero |
| 19:00 UTC−5 | 19:00 UTC−5     |                     |         |           | Mexico City Publik: 39 307 Domare: Fernando Guerrero | Mexico City Publik: 39 307 Domare: Fernando Guerrero |

Ackumulerat slutresultatet 1–1. Cruz Azul avancerade till final som det högre rankade laget.
|             | 6 december 2018 | UNAM                 | 1 – 1           | América          | Estadio Olímpico Universitario                            |                                                           |
| 20:45 UTC−5 | 20:45 UTC−5     | Martín Rodríguez 51′ | (0 – 1) Rapport | 21′ Diego Lainez | Mexico City Publik: 49 345 Domare: Luis Enrique Santander | Mexico City Publik: 49 345 Domare: Luis Enrique Santander |
| 20:45 UTC−5 | 20:45 UTC−5     |                      |                 |                  | Mexico City Publik: 49 345 Domare: Luis Enrique Santander | Mexico City Publik: 49 345 Domare: Luis Enrique Santander |
| 20:45 UTC−5 | 20:45 UTC−5     |                      |                 |                  | Mexico City Publik: 49 345 Domare: Luis Enrique Santander | Mexico City Publik: 49 345 Domare: Luis Enrique Santander |

|             | 9 december 2018 | América | 6 – 1           | UNAM                         | Estadio Azteca                                       |                                                      |
| 18:45 UTC−5 | 18:45 UTC−5     | Renato Ibarra 8′ Bruno Valdez 28′ Roger Martínez 36′ Guido Rodríguez 46′ Diego Lainez 50′ Emanuel Aguilera 71′ (str.) | (3 – 1) Rapport | 24′ Carlos González Espínola | Mexico City Publik: 64 039 Domare: Jorge Isaac Rojas | Mexico City Publik: 64 039 Domare: Jorge Isaac Rojas |
| 18:45 UTC−5 | 18:45 UTC−5     | |                 |                              | Mexico City Publik: 64 039 Domare: Jorge Isaac Rojas | Mexico City Publik: 64 039 Domare: Jorge Isaac Rojas |
| 18:45 UTC−5 | 18:45 UTC−5     | |                 |                              | Mexico City Publik: 64 039 Domare: Jorge Isaac Rojas | Mexico City Publik: 64 039 Domare: Jorge Isaac Rojas |

Monterrey avancerade till final med det ackumulerade slutresultatet 7–2.

#### Final
|             | 13 december 2018 | América | 0 – 0   | Cruz Azul | Estadio Azteca                                       |                                                      |
| 20:30 UTC−5 | 20:30 UTC−5      |         | Rapport |           | Mexico City Publik: 59 244 Domare: Fernando Guerrero | Mexico City Publik: 59 244 Domare: Fernando Guerrero |
| 20:30 UTC−5 | 20:30 UTC−5      |         |         |           | Mexico City Publik: 59 244 Domare: Fernando Guerrero | Mexico City Publik: 59 244 Domare: Fernando Guerrero |
| 20:30 UTC−5 | 20:30 UTC−5      |         |         |           | Mexico City Publik: 59 244 Domare: Fernando Guerrero | Mexico City Publik: 59 244 Domare: Fernando Guerrero |

|             | 16 december 2018 | Cruz Azul | 0 – 2           | América                | Estadio Azteca                                        |                                                       |
| 18:30 UTC−5 | 18:30 UTC−5      |           | (0 – 0) Rapport | 51′, 90′ Edson Álvarez | Mexico City Publik: 71 240 Domare: César Arturo Ramos | Mexico City Publik: 71 240 Domare: César Arturo Ramos |
| 18:30 UTC−5 | 18:30 UTC−5      |           |                 |                        | Mexico City Publik: 71 240 Domare: César Arturo Ramos | Mexico City Publik: 71 240 Domare: César Arturo Ramos |
| 18:30 UTC−5 | 18:30 UTC−5      |           |                 |                        | Mexico City Publik: 71 240 Domare: César Arturo Ramos | Mexico City Publik: 71 240 Domare: César Arturo Ramos |

## Torneo Clausura

### Tabeller

#### Poängtabell
| Nr | Lag           | S  | V  | O | F  | GM | IM | MS  | P  |
| -- | ------------- | -- | -- | - | -- | -- | -- | --- | -- |
| 1  | León          | 17 | 13 | 2 | 2  | 41 | 14 | +27 | 41 |
| 2  | UANL          | 17 | 11 | 4 | 2  | 33 | 16 | +17 | 37 |
| 3  | Monterrey     | 17 | 8  | 6 | 3  | 33 | 21 | +12 | 30 |
| 4  | Cruz Azul     | 17 | 8  | 6 | 3  | 26 | 15 | +11 | 30 |
| 5  | América       | 17 | 9  | 2 | 6  | 28 | 19 | +9  | 29 |
| 6  | Necaxa        | 17 | 8  | 5 | 4  | 32 | 24 | +8  | 29 |
| 7  | Pachuca       | 17 | 8  | 4 | 5  | 32 | 26 | +6  | 28 |
| 8  | Tijuana       | 17 | 9  | 1 | 7  | 25 | 20 | +5  | 28 |
| 9  | Toluca        | 17 | 7  | 4 | 6  | 28 | 23 | +5  | 25 |
| 10 | Puebla        | 17 | 6  | 6 | 5  | 18 | 21 | −3  | 24 |
| 11 | Santos Laguna | 17 | 6  | 4 | 7  | 21 | 23 | −2  | 22 |
| 12 | BUAP          | 17 | 6  | 2 | 9  | 17 | 34 | −17 | 20 |
| 13 | Atlas         | 17 | 6  | 1 | 10 | 19 | 28 | −9  | 19 |
| 14 | Guadalajara   | 17 | 5  | 3 | 9  | 16 | 20 | −4  | 18 |
| 15 | UNAM          | 17 | 4  | 5 | 8  | 19 | 26 | −7  | 17 |
| 16 | Morelia       | 17 | 2  | 7 | 8  | 20 | 31 | −11 | 13 |
| 17 | Querétaro     | 17 | 3  | 2 | 12 | 11 | 30 | −19 | 11 |
| 18 | Veracruz      | 17 | 0  | 4 | 13 | 7  | 34 | −27 | 4  |

#### Resultattabell
| Hemma \ Borta | AMÉ | ATL | BUP | CAZ | GUA | LEÓ | MON | MOR | NEC | PAC | PUE | QUE | SLA | TIJ | TOL | UNL | UNM | VER |
| América       | —   | —   | 3–0 | 0–0 | —   | 0–3 | —   | —   | 1–3 | 3–0 | 1–0 | 2–0 | 1–0 | —   | —   | 3–0 | —   | —   |
| Atlas         | 1–2 | —   | 3–1 | 0–2 | —   | —   | 2–0 | —   | 1–2 | —   | 1–2 | —   | 1–0 | —   | —   | 0–1 | —   | —   |
| BUAP          | —   | —   | —   | 1–4 | —   | 0–1 | —   | —   | 2–3 | 1–1 | 0–4 | 3–1 | 2–0 | —   | —   | 0–3 | 2–1 | —   |
| Cruz Azul     | —   | —   | —   | —   | 0–1 | —   | —   | 1–1 | 2–1 | 4–1 | —   | 3–0 | 1–2 | 1–0 | —   | —   | —   | —   |
| Guadalajara   | 0–2 | 3–0 | 0–1 | —   | —   | 2–1 | 0–2 | —   | —   | —   | —   | —   | —   | 2–0 | 1–0 | —   | —   | 0–0 |
| León          | —   | —   | —   | 2–0 | —   | —   | —   | —   | 2–1 | 2–1 | —   | —   | 3–0 | 0–1 | 3–0 | 2–2 | —   | 2–0 |
| Monterrey     | 3–2 | —   | 4–0 | 2–2 | —   | 2–2 | —   | —   | 2–2 | 5–0 | 0–0 | —   | 4–0 | —   | —   | 1–1 | —   | —   |
| Morelia       | 2–2 | 1–2 | 1–1 | —   | 1–0 | 2–3 | 2–3 | —   | —   | —   | —   | —   | —   | 1–4 | 1–3 | —   | —   | 2–0 |
| Necaxa        | —   | —   | —   | —   | 3–3 | —   | —   | 0–0 | —   | —   | —   | 1–0 | —   | 1–2 | 1–1 | —   | 2–1 | 2–0 |
| Pachuca       | 1–0 | —   | —   | —   | 3–1 | —   | —   | 2–0 | —   | —   | —   | 3–0 | —   | 4–0 | 3–2 | —   | 1–0 | 9–2 |
| Puebla        | —   | —   | —   | 1–1 | —   | 0–3 | —   | 1–1 | 1–4 | 1–1 | —   | 1–0 | 1–1 | —   | —   | 1–1 | 1–0 | —   |
| Querétaro     | —   | 1–2 | —   | —   | 0–0 | 0–4 | 1–2 | 3–0 | —   | —   | —   | —   | —   | 1–0 | 0–0 | —   | 0–2 | 2–1 |
| Santos Laguna | —   | —   | —   | —   | 1–0 | —   | —   | 1–0 | 1–2 | 0–0 | —   | 2–1 | —   | 1–1 | 4–0 | —   | —   | —   |
| Tijuana       | 3–2 | 3–1 | 1–2 | —   | —   | —   | 1–0 | —   | —   | —   | 4–0 | —   | —   | —   | 2–0 | 0–3 | —   | 3–0 |
| Toluca        | 3–2 | 2–0 | 4–0 | 1–1 | —   | —   | 5–1 | —   | —   | —   | 2–0 | —   | —   | —   | —   | 0–1 | —   | 3–1 |
| UANL          | —   | —   | —   | 0–1 | 2–1 | —   | —   | —   | 3–2 | 3–0 | —   | 4–1 | 2–1 | —   | —   | —   | 2–0 | —   |
| UNAM          | 1–0 | 2–2 | —   | —   | 2–1 | 1–3 | 1–1 | 2–2 | —   | —   | —   | —   | 5–2 | 1–0 | 2–2 | —   | —   | 0–0 |
| Veracruz      | 0–2 | 0–1 | 0–1 | 1–1 | —   | —   | 0–1 | —   | —   | —   | 0–1 | —   | 2–2 | —   | —   | 0–2 | —   | —   |

### Slutspel

#### Slutspelsträd
|  | Kvartsfinaler    | Kvartsfinaler | Kvartsfinaler | Kvartsfinaler |             |   | Semifinaler | Semifinaler | Semifinaler | Semifinaler |  |  | Final | Final | Final | Final |
|  |                  |               |               |               |             |   |             |             |             |             |  |  |       |       |       |       |
|  |                  |               |               |               |             |   |             |             |             |             |  |  |       |       |       |       |
|  |                  |               |               |               |             |   |             |             |             |             |  |  |       |       |       |       |
|  | 6 Necaxa         | 1             | 0             | 1             |             |   |             |             |             |             |  |  |       |       |       |       |
|  | 6 Necaxa         | 1             | 0             | 1             |             |   |             |             |             |             |  |  |       |       |       |       |
|  | 3 Monterrey (BP) | 0             | 1             | 1             |             |   |             |             |             |             |  |  |       |       |       |       |
|  | 3 Monterrey (BP) | 0             | 1             | 1             | 3 Monterrey | 1 | 0           | 1           |             |             |  |  |       |       |       |       |
|  |                  |               |               |               | 3 Monterrey | 1 | 0           | 1           |             |             |  |  |       |       |       |       |
|  |                  | 2 UANL (BP)   | 0             | 1             | 1           |   |             |             |             |             |  |  |       |       |       |       |
|  | 7 Pachuca        | 2 UANL (BP)   | 0             | 1             | 1           | 1 | 1           | 2           |             |             |  |  |       |       |       |       |
|  | 7 Pachuca        |               |               |               |             | 1 | 1           | 2           |             |             |  |  |       |       |       |       |
|  | 2 UANL (BP)      | 1             | 1             | 2             |             |   |             |             |             |             |  |  |       |       |       |       |
|  | 2 UANL (BP)      | 1             | 1             | 2             | 2 UANL      | 1 | 0           | 1           |             |             |  |  |       |       |       |       |
|  |                  |               |               |               | 2 UANL      | 1 | 0           | 1           |             |             |  |  |       |       |       |       |
|  |                  | 1 León        | 0             | 0             | 0           |   |             |             |             |             |  |  |       |       |       |       |
|  | 5 América        | 1 León        | 0             | 0             | 0           | 3 | 0           | 3           |             |             |  |  |       |       |       |       |
|  | 5 América        |               |               |               |             | 3 | 0           | 3           |             |             |  |  |       |       |       |       |
|  | 4 Cruz Azul      | 1             | 1             | 2             |             |   |             |             |             |             |  |  |       |       |       |       |
|  | 4 Cruz Azul      | 1             | 1             | 2             | 5 América   | 0 | 1           | 1           |             |             |  |  |       |       |       |       |
|  |                  |               |               |               | 5 América   | 0 | 1           | 1           |             |             |  |  |       |       |       |       |
|  |                  | 1 León (BP)   | 1             | 0             | 1           |   |             |             |             |             |  |  |       |       |       |       |
|  | 8 Tijuana        | 1 León (BP)   | 1             | 0             | 1           | 1 | 1           | 2           |             |             |  |  |       |       |       |       |
|  | 8 Tijuana        |               |               |               |             | 1 | 1           | 2           |             |             |  |  |       |       |       |       |
|  | 1 León           | 3             | 2             | 5             |             |   |             |             |             |             |  |  |       |       |       |       |
|  | 1 León           | 3             | 2             | 5             |             |   |             |             |             |             |  |  |       |       |       |       |

#### Kvartsfinaler
|             | 8 maj 2019  | Pachuca                           | 1 – 1           | UANL              | Estadio Hidalgo                               |                                               |
| 19:00 UTC−6 | 19:00 UTC−6 | Luis Alfonso Rodríguez 19′ (sjm.) | (1 – 1) Rapport | 22′ Javier Aquino | Pachuca Publik: 21 298 Domare: Eduardo Galván | Pachuca Publik: 21 298 Domare: Eduardo Galván |
| 19:00 UTC−6 | 19:00 UTC−6 |                                   |                 |                   | Pachuca Publik: 21 298 Domare: Eduardo Galván | Pachuca Publik: 21 298 Domare: Eduardo Galván |
| 19:00 UTC−6 | 19:00 UTC−6 |                                   |                 |                   | Pachuca Publik: 21 298 Domare: Eduardo Galván | Pachuca Publik: 21 298 Domare: Eduardo Galván |

|             | 11 maj 2019 | UANL                    | 1 – 1           | Pachuca          | Estadio Universitario                                               |                                                                     |
| 19:00 UTC−6 | 19:00 UTC−6 | André-Pierre Gignac 84′ | (0 – 0) Rapport | 81′ Ángelo Sagal | San Nicolás de los Garza Publik: 41 615 Domare: Jorge Antonio Pérez | San Nicolás de los Garza Publik: 41 615 Domare: Jorge Antonio Pérez |
| 19:00 UTC−6 | 19:00 UTC−6 |                         |                 |                  | San Nicolás de los Garza Publik: 41 615 Domare: Jorge Antonio Pérez | San Nicolás de los Garza Publik: 41 615 Domare: Jorge Antonio Pérez |
| 19:00 UTC−6 | 19:00 UTC−6 |                         |                 |                  | San Nicolás de los Garza Publik: 41 615 Domare: Jorge Antonio Pérez | San Nicolás de los Garza Publik: 41 615 Domare: Jorge Antonio Pérez |

Ackumulerat slutresultatet 2–2. UANL avancerade till semifinal som det högre rankade laget.
|             | 8 maj 2019  | Tijuana         | 1 – 3              | León                                                                | Estadio Caliente                                      |                                                       |
| 19:06 UTC−6 | 19:06 UTC−6 | Gustavo Bou 47′ | (0 – 1) [ Rapport] | 32′ José Juan Macías 65′ (sjm.) Diego Braghieri 71′ Rubens Sambueza | Tijuana Publik: 25 333 Domare: Luis Enrique Santander | Tijuana Publik: 25 333 Domare: Luis Enrique Santander |
| 19:06 UTC−6 | 19:06 UTC−6 |                 |                    |                                                                     | Tijuana Publik: 25 333 Domare: Luis Enrique Santander | Tijuana Publik: 25 333 Domare: Luis Enrique Santander |
| 19:06 UTC−6 | 19:06 UTC−6 |                 |                    |                                                                     | Tijuana Publik: 25 333 Domare: Luis Enrique Santander | Tijuana Publik: 25 333 Domare: Luis Enrique Santander |

|             | 11 maj 2019 | León                  | 2 – 1           | Tijuana         | Estadio León                                 |                                              |
| 19:00 UTC−6 | 19:00 UTC−6 | Joel Campbell 9′, 29′ | (2 – 1) Rapport | 44′ Gustavo Bou | León Publik: 23 291 Domare: Francisco Chacón | León Publik: 23 291 Domare: Francisco Chacón |
| 19:00 UTC−6 | 19:00 UTC−6 |                       |                 |                 | León Publik: 23 291 Domare: Francisco Chacón | León Publik: 23 291 Domare: Francisco Chacón |
| 19:00 UTC−6 | 19:00 UTC−6 |                       |                 |                 | León Publik: 23 291 Domare: Francisco Chacón | León Publik: 23 291 Domare: Francisco Chacón |

León avancerade till semifinal med det ackumulerade slutresultatet 5–2.
|             | 9 maj 2019  | Necaxa                  | 1 – 0           | Monterrey | Estadio Victoria                                                |                                                                 |
| 19:00 UTC−6 | 19:00 UTC−6 | Cristian Calderón 45+2′ | (1 – 0) Rapport |           | Aguascalientes City Publik: 14 627 Domare: Diego Montaño Robles | Aguascalientes City Publik: 14 627 Domare: Diego Montaño Robles |
| 19:00 UTC−6 | 19:00 UTC−6 |                         |                 |           | Aguascalientes City Publik: 14 627 Domare: Diego Montaño Robles | Aguascalientes City Publik: 14 627 Domare: Diego Montaño Robles |
| 19:00 UTC−6 | 19:00 UTC−6 |                         |                 |           | Aguascalientes City Publik: 14 627 Domare: Diego Montaño Robles | Aguascalientes City Publik: 14 627 Domare: Diego Montaño Robles |

|             | 12 maj 2019 | Monterrey           | 1 – 0           | Necaxa | Estadio BBVA Bancomer                               |                                                     |
| 20:00 UTC−6 | 20:00 UTC−6 | Rodolfo Pizarro 42′ | (1 – 0) Rapport |        | Guadalupe Publik: 33 884 Domare: César Arturo Ramos | Guadalupe Publik: 33 884 Domare: César Arturo Ramos |
| 20:00 UTC−6 | 20:00 UTC−6 |                     |                 |        | Guadalupe Publik: 33 884 Domare: César Arturo Ramos | Guadalupe Publik: 33 884 Domare: César Arturo Ramos |
| 20:00 UTC−6 | 20:00 UTC−6 |                     |                 |        | Guadalupe Publik: 33 884 Domare: César Arturo Ramos | Guadalupe Publik: 33 884 Domare: César Arturo Ramos |

Ackumulerat slutresultatet 1–1. Monterrey avancerade till semifinal som det högre rankade laget.
|             | 9 maj 2019  | América                                              | 3 – 1           | Cruz Azul                  | Estadio Azteca                                       |                                                      |
| 21:00 UTC−6 | 21:00 UTC−6 | Igor Lichnovsky 21′ (sjm.) Roger Martínez 45+1′, 74′ | (2 – 1) Rapport | 15′ (str.) Milton Caraglio | Mexico City Publik: 31 450 Domare: Jorge Isaac Rojas | Mexico City Publik: 31 450 Domare: Jorge Isaac Rojas |
| 21:00 UTC−6 | 21:00 UTC−6 |                                                      |                 |                            | Mexico City Publik: 31 450 Domare: Jorge Isaac Rojas | Mexico City Publik: 31 450 Domare: Jorge Isaac Rojas |
| 21:00 UTC−6 | 21:00 UTC−6 |                                                      |                 |                            | Mexico City Publik: 31 450 Domare: Jorge Isaac Rojas | Mexico City Publik: 31 450 Domare: Jorge Isaac Rojas |

|             | 12 maj 2019 | Cruz Azul              | 1 – 0           | América | Estadio Azteca                                       |                                                      |
| 18:00 UTC−6 | 18:00 UTC−6 | Jonathan Rodríguez 48′ | (0 – 0) Rapport |         | Mexico City Publik: 34 779 Domare: Fernando Guerrero | Mexico City Publik: 34 779 Domare: Fernando Guerrero |
| 18:00 UTC−6 | 18:00 UTC−6 |                        |                 |         | Mexico City Publik: 34 779 Domare: Fernando Guerrero | Mexico City Publik: 34 779 Domare: Fernando Guerrero |
| 18:00 UTC−6 | 18:00 UTC−6 |                        |                 |         | Mexico City Publik: 34 779 Domare: Fernando Guerrero | Mexico City Publik: 34 779 Domare: Fernando Guerrero |

América avancerade till semifinal med det ackumulerade slutresultatet 3–2.

#### Semifinaler
|             | 15 maj 2019 | Monterrey        | 1 – 0           | UANL | Estadio BBVA Bancomer                              |                                                    |
| 21:06 UTC−6 | 21:06 UTC−6 | Dorlan Pabón 13′ | (1 – 0) Rapport |      | Guadalupe Publik: 48 269 Domare: Jorge Isaac Rojas | Guadalupe Publik: 48 269 Domare: Jorge Isaac Rojas |
| 21:06 UTC−6 | 21:06 UTC−6 |                  |                 |      | Guadalupe Publik: 48 269 Domare: Jorge Isaac Rojas | Guadalupe Publik: 48 269 Domare: Jorge Isaac Rojas |
| 21:06 UTC−6 | 21:06 UTC−6 |                  |                 |      | Guadalupe Publik: 48 269 Domare: Jorge Isaac Rojas | Guadalupe Publik: 48 269 Domare: Jorge Isaac Rojas |

|             | 18 maj 2019 | UANL              | 1 – 0           | Monterrey | Estadio Universitario                                               |                                                                     |
| 19:00 UTC−6 | 19:00 UTC−6 | Guido Pizarro 42′ | (1 – 0) Rapport |           | San Nicolás de los Garza Publik: 41 615 Domare: Marco Antonio Ortiz | San Nicolás de los Garza Publik: 41 615 Domare: Marco Antonio Ortiz |
| 19:00 UTC−6 | 19:00 UTC−6 |                   |                 |           | San Nicolás de los Garza Publik: 41 615 Domare: Marco Antonio Ortiz | San Nicolás de los Garza Publik: 41 615 Domare: Marco Antonio Ortiz |
| 19:00 UTC−6 | 19:00 UTC−6 |                   |                 |           | San Nicolás de los Garza Publik: 41 615 Domare: Marco Antonio Ortiz | San Nicolás de los Garza Publik: 41 615 Domare: Marco Antonio Ortiz |

Ackumulerat slutresultatet 1–1. UANL avancerade till final som det högre rankade laget.
|             | 16 maj 2019 | América | 0 – 1           | León                 | Estadio Corregidora                                       |                                                           |
| 20:30 UTC−6 | 20:30 UTC−6 |         | (0 – 0) Rapport | 70′ José Juan Macías | Querétaro City Publik: 27 228 Domare: Jorge Antonio Pérez | Querétaro City Publik: 27 228 Domare: Jorge Antonio Pérez |
| 20:30 UTC−6 | 20:30 UTC−6 |         |                 |                      | Querétaro City Publik: 27 228 Domare: Jorge Antonio Pérez | Querétaro City Publik: 27 228 Domare: Jorge Antonio Pérez |
| 20:30 UTC−6 | 20:30 UTC−6 |         |                 |                      | Querétaro City Publik: 27 228 Domare: Jorge Antonio Pérez | Querétaro City Publik: 27 228 Domare: Jorge Antonio Pérez |

|             | 19 maj 2019 | León            | 0 – 1           | América | Estadio León                                   |                                                |
| 20:06 UTC−6 | 20:06 UTC−6 | Bruno Valdez 6′ | (0 – 1) Rapport |         | León Publik: 26 721 Domare: César Arturo Ramos | León Publik: 26 721 Domare: César Arturo Ramos |
| 20:06 UTC−6 | 20:06 UTC−6 |                 |                 |         | León Publik: 26 721 Domare: César Arturo Ramos | León Publik: 26 721 Domare: César Arturo Ramos |
| 20:06 UTC−6 | 20:06 UTC−6 |                 |                 |         | León Publik: 26 721 Domare: César Arturo Ramos | León Publik: 26 721 Domare: César Arturo Ramos |

Ackumulerat slutresultatet 1–1. León avancerade till final som det högre rankade laget.

#### Final
|             | 23 maj 2019 | UANL                    | 1 – 0           | León | Estadio Universitario                                               |                                                                     |
| 20:45 UTC−6 | 20:45 UTC−6 | André-Pierre Gignac 21′ | (1 – 0) Rapport |      | San Nicolás de los Garza Publik: 41 615 Domare: Marco Antonio Ortiz | San Nicolás de los Garza Publik: 41 615 Domare: Marco Antonio Ortiz |
| 20:45 UTC−6 | 20:45 UTC−6 |                         |                 |      | San Nicolás de los Garza Publik: 41 615 Domare: Marco Antonio Ortiz | San Nicolás de los Garza Publik: 41 615 Domare: Marco Antonio Ortiz |
| 20:45 UTC−6 | 20:45 UTC−6 |                         |                 |      | San Nicolás de los Garza Publik: 41 615 Domare: Marco Antonio Ortiz | San Nicolás de los Garza Publik: 41 615 Domare: Marco Antonio Ortiz |

|             | 26 maj 2019 | León | 0 – 0   | UANL | Estadio León                                   |                                                |
| 20:06 UTC−6 | 20:06 UTC−6 |      | Rapport |      | León Publik: 26 131 Domare: César Arturo Ramos | León Publik: 26 131 Domare: César Arturo Ramos |
| 20:06 UTC−6 | 20:06 UTC−6 |      |         |      | León Publik: 26 131 Domare: César Arturo Ramos | León Publik: 26 131 Domare: César Arturo Ramos |
| 20:06 UTC−6 | 20:06 UTC−6 |      |         |      | León Publik: 26 131 Domare: César Arturo Ramos | León Publik: 26 131 Domare: César Arturo Ramos |

## Sammanlagd poängtabell
| Nr | Lag           | S  | V  | O  | F  | GM | IM | MS  | P  |
| -- | ------------- | -- | -- | -- | -- | -- | -- | --- | -- |
| 1  | UANL          | 34 | 19 | 9  | 6  | 65 | 34 | +31 | 66 |
| 2  | Cruz Azul     | 34 | 19 | 9  | 6  | 52 | 28 | +24 | 66 |
| 3  | América       | 34 | 18 | 8  | 8  | 61 | 36 | +25 | 62 |
| 4  | Monterrey     | 34 | 17 | 9  | 8  | 58 | 40 | +18 | 60 |
| 5  | León          | 34 | 18 | 5  | 11 | 59 | 37 | +22 | 59 |
| 6  | Pachuca       | 34 | 14 | 10 | 10 | 58 | 44 | +14 | 52 |
| 7  | Santos Laguna | 34 | 14 | 10 | 10 | 48 | 41 | +7  | 52 |
| 8  | Toluca        | 34 | 15 | 6  | 13 | 55 | 45 | +10 | 51 |
| 9  | UNAM          | 34 | 12 | 11 | 11 | 48 | 45 | +3  | 47 |
| 10 | Tijuana       | 34 | 13 | 6  | 15 | 38 | 44 | −6  | 45 |
| 11 | Puebla        | 34 | 11 | 11 | 12 | 41 | 51 | −10 | 44 |
| 12 | Necaxa        | 34 | 11 | 10 | 13 | 51 | 53 | −2  | 43 |
| 13 | BUAP          | 34 | 11 | 6  | 17 | 38 | 59 | −21 | 39 |
| 14 | Guadalajara   | 34 | 10 | 8  | 16 | 37 | 43 | −6  | 38 |
| 15 | Morelia       | 34 | 9  | 11 | 14 | 43 | 57 | −14 | 38 |
| 16 | Querétaro     | 34 | 10 | 7  | 17 | 30 | 50 | −20 | 37 |
| 17 | Atlas         | 34 | 8  | 6  | 20 | 30 | 55 | −25 | 30 |
| 18 | Veracruz      | 34 | 2  | 8  | 24 | 24 | 74 | −50 | 8  |